# Peitharchicus flavolineata
Peitharchicus flavolineata är en insektsart som beskrevs av Willemse, C. 1936. Peitharchicus flavolineata ingår i släktet Peitharchicus och familjen gräshoppor. Inga underarter finns listade i Catalogue of Life.